# 格倫布萊爾 (加利福尼亞州)
格倫布萊爾（英語：Glenblair）是位於美國加利福尼亞州門多西諾縣的一個非建制地區。該地的面積和人口皆未知。

## 地理
格倫布萊爾的座標為39°27′28″N 123°43′31″W / 39.45778°N 123.72528°W，而該地的平均海拔高度為63米（即207英尺）。